# Gianluca Mager
Gianluca Mager (San Remo, Italia, 1 de diciembre de 1994) es un extenista profesional italiano.
Mager ha logrado su puesto mejor en el ranking ATP de 62, alcanzado el 22 de noviembre de 2022. También tiene una carrera en dobles, lo grando su mejor puesto el 10 de junio de 2019, 310.º
Mager debutó en la ATP en el Masters de Roma 2017 después de obtener una wildcard en el torneo de preclasificación. Fue derrotado por Aljaž Bedene en la primera ronda.

## Títulos ATP (0; 0+0)

### Individual (0)
| Leyenda                         |
| Grand Slam (0)                  |
| ATP World Tour Finals (0)       |
| ATP World Tour Masters 1000 (0) |
| ATP World Tour 500 (0)          |
| ATP World Tour 250 (0)          |

#### Finalista (1)
| N.º | Fecha                 | Torneo         | Superficie    | Oponente en la final | Resultado   |
| --- | --------------------- | -------------- | ------------- | -------------------- | ----------- |
| 1.  | 23 de febrero de 2020 | Río de Janeiro | Tierra batida | Christian Garín      | 6-7(3), 5-7 |

## Títulos Challenger (6; 6+0)

### Individuales (6)
| N.° | Fecha      | Torneo                       | Superficie    | Oponente en la final    | Resultado          |
| --- | ---------- | ---------------------------- | ------------- | ----------------------- | ------------------ |
| 1.  | 20.01.2019 | Challenger de Koblenz        | Dura (i)      | Roberto Ortega-Olmedo   | 2-6, 7-6, 6-2      |
| 2.  | 14.04.2019 | Challenger de Barletta       | Tierra batida | Nikola Milojević        | 7-6, 5-7, 3-2 ret. |
| 3.  | 22.09.2019 | Challenger de Biella         | Tierra batida | Paolo Lorenzi           | 6-0, 6-7, 7-5      |
| 4.  | 04.04.2021 | Challenger de Marbella       | Tierra batida | Jaume Munar             | 2-6, 6-3, 6-2      |
| 5.  | 06.03.2022 | Challenger de Las Palmas     | Tierra batida | Roberto Carballés Baena | 7-6, 6-2           |
| 6.  | 28.01.2024 | Challenger de Punta del Este | Tierra batida | Thiago Agustín Tirante  | 6-7(5), 6-2, 6-0   |